# Briljanter
Briljanter (Heliodoxa) är ett litet släkte med fåglar i familjen kolibrier. Släktet omfattar tio arter som förekommer i Latinamerika från Costa Rica till Amazonområdet:
- Tepuíbriljant (H. xanthogonys)
- Napobriljant (H. gularis)
- Yungasbriljant (H. branickii)
- Svartstrupig briljant (H. schreibersii)
- Kanelbröstad briljant (H. aurescens)
- Rosastrupig briljant (H. rubinoides)
- Grönkronad briljant (H. jacula)
- Chocóbriljant (H. imperatrix)
- Violettpannad briljant (H. leadbeateri)
- Rubinstrupe (H. rubricauda) – placerades tidigare i egna släktet Clytolaema